# バーバラ・ワグナー
バーバラ・アイリーン・ワグナー（Barbara Aileen Wagner、1938年5月5日 - ）は、カナダ出身の女性フィギュアスケート選手。1960年スコーバレーオリンピックペア金メダリスト。1957年、1958年、1959年、1960年世界フィギュアスケート選手権ペアチャンピオン。パートナーはロバート・ポール。

## 経歴
- 1957年、1958年、1959年、1960年世界フィギュアスケート選手権優勝。
- 1960年スコーバレーオリンピックで金メダル獲得。

## 主な戦績
| 大会/年      | 1954-55 | 1955-56 | 1956-57 | 1957-58 | 1958-59 | 1959-60 |
| ------------ | ------- | ------- | ------- | ------- | ------- | ------- |
| オリンピック |         | 6       |         |         |         | 1       |
| 世界選手権   | 5       | 5       | 1       | 1       | 1       | 1       |
| カナダ選手権 |         | 1       | 1       | 1       | 1       | 1       |